# Super Sincrotrão a Protões
O SPS, sigla em inglês de Super Proton Synchrotron (em português:  Super Sincrotão de Prótons) é o segundo maior acelerador do CERN. Com cerca de 7 km de circunferência recebe as partículas do Sincrotrão a Protões (PS) e acelera-as para as fornecer ao Grande Colisor de Hádrons (LHC), assim como para enviar partículas às experiências COMPASS e ao projecto CNGS.
Originalmente especificado como uma máquina de prótons de 300 GeV, o SPS foi construído para ser capaz de 400 GeV, uma energia operacional na data oficial de comissionamento de 17 de junho de 1976. Entretanto, esta energia foi excedida pelo Fermilab, que alcançou uma energia de 500 GeV em 14 de maio deste ano.
O SPS foi projetado por um time liderado pelo diretor-geral do CERN do que era então conhecido como "Laboratório II", Sir John Adams.
O SPS  foi usado para acelerar antiprótons, elétrons e pósitrons e servir de injetor ao colisor elétron-pósitron quando ainda era o LEP ( e viria a transformar-se em 2008 no LHC ) e íons pesados. Seu grande momento foi indubitavelmente como  um colisor próton-antipróton (como tal ele foi chamado {\displaystyle Sp{\bar {p}}S}) de 1981 a 1984, quando seus feixes forneceram os dados para os experimentos UA1 e UA2, os quais resultaram na descoberta dos bósons W e Z,e renderam um Prêmio Nobel para Carlo Rubbia e Simon van der Meer em 1984.
O SPS  tem 1 317  eletroímans convencionais (à temperatura ambiente), incluindo 774 dipolos para encurvar o feixe de partículas